# Long Neck
|  | Dieser Artikel wurde aufgrund von inhaltlichen Mängeln auf der Qualitätssicherungsseite des Projektes USA eingetragen. Hilf mit, die Qualität dieses Artikels auf ein akzeptables Niveau zu bringen, und beteilige dich an der Diskussion! Eine nähere Beschreibung der zu behebenden Mängel fehlt. |

Long Neck ist eine kleine Stadt im Sussex County im US-Bundesstaat Delaware, Vereinigte Staaten, mit 1980 Einwohnern (Stand: 2010). Die geographischen Koordinaten sind: 38,62° Nord, 75,15° West. Das Stadtgebiet hat eine Größe von 6,5 km².